# Нікулін Володимир Іларіонович
Володимир Іларіонович Нікулін (11 листопада 1928, село Сандата, тепер Сальського району Ростовської області, Російська Федерація) — радянський діяч, 1-й секретар Калмицького обласного комітету КПРС. Кандидат у члени ЦК КПРС у 1981—1986 роках. Депутат Верховної ради СРСР 10—11-го скликань. Кандидат економічних наук.

## Життєпис
У 1944—1948 роках — шофер Башантинської машинно-тракторної станції (МТС) Ростовської області.
У 1948—1950 роках — студент сільськогосподарського технікуму.
У 1950—1954 роках — служба в Радянській армії.
Член КПРС з 1954 року.
У 1954—1958 роках — пропагандист, заступник завідувача відділу, завідувач відділу, помічник 1-го секретаря районного комітету КПРС Ростовської області.
У 1958—1960 роках — головний агроном районної інспекції із сільського господарства Ростовської області.
У 1960—1963 роках — головний агроном радгоспу «Южный» Ростовської області.
У 1961 році закінчив Ставропольський сільськогосподарський інститут.
У 1963—1964 роках — директор радгоспу «Комсомолец» Ростовської області.
У 1964—1965 роках — начальник Приозерного виробничого управління сільського господарства Калмицької АРСР.
У 1965—1966 роках — 1-й заступник міністра сільського господарства Калмицької АРСР.
У 1966—1972 роках — міністр меліорації і водного господарства Калмицької АРСР.
У 1967 році закінчив заочну Вищу партійну школу при ЦК КПРС.
У 1972—1975 роках — 1-й секретар Городовиковського районного комітету КПРС Калмицької АРСР.
У 1975—1976 роках — завідувач сільськогосподарського відділу Калмицького обласного комітету КПРС.
У 1976 — 20 грудня 1978 року — 2-й секретар Калмицького обласного комітету КПРС.
20 грудня 1978 — 20 грудня 1985 року — 1-й секретар Калмицького обласного комітету КПРС.
З грудня 1985 року — персональний пенсіонер союзного значення.

## Нагороди і звання
- орден Жовтневої Революції
- орден Трудового Червоного Прапора
- два ордени «Знак Пошани»
- медалі